# Dicranomyia (Doaneomyia) pampangensis maquilingia
Dicranomyia (Doaneomyia) pampangensis maquilingia is een ondersoort van de tweevleugelige Dicranomyia (Doaneomyia) pampangensis uit de familie steltmuggen (Limoniidae). De ondersoort komt voor in het Oriëntaals gebied.